# Man! I Feel Like a Woman!
 (mars 2010).
Si vous disposez d'ouvrages ou d'articles de référence ou si vous connaissez des sites web de qualité traitant du thème abordé ici, merci de compléter l'article en donnant les références utiles à sa vérifiabilité et en les liant à la section « Notes et références ».
Singles de Shania Twain
That Don't Impress Me Much
(1998) You've Got a Way
(1999)
Man! I Feel Like a Woman! est la huitième chanson extraite de l'album Come on Over de Shania Twain.

## Succès de la chanson
La chanson rencontrera un énorme succès mondial.
Aux États-Unis, sur les palmarès country, la chanson débute en 53e position la première semaine de sa sortie. Il atteindra la 4e position en juin 1999. Sur les palmarès adultes contemporains[Quoi ?], il débute en 29e position le 13 octobre 1999. Il atteindra la 16e position le 18 décembre 1999. Sur les palmarès officiel, la chanson débute en 93e position en avril 1999 et il atteindra la 23e position en novembre 1999.
Au Royaume-Uni, la chanson débute en 3e position la première semaine de sa sortie. Il s'agit de la deuxième chanson à débuter aussi rapidement depuis That Don't Impress Me Much. En Nouvelle-Zélande, il se place en 1re position. La chanson se place au top dix dans 5 pays : France, Australie, Irlande, Nouvelle-Zélande et Royaume-Uni.

## Vidéoclip
Le vidéoclip a été tourné à New York, a été dirigé par Paul Boyd le 11 janvier 1999 et sera lancé en mars 1999. Dans cette vidéo, elle tient le rôle inverse du clip de Robert Palmer Addicted to Love. Elle commence avec un long manteau avec une chemise et des longues bottes et elle enlève ses vêtements pour finir finalement avec une robe courte. Sur MTV, la scène dans laquelle elle se penche, où l'on aperçoit un mamelon est censurée tandis que les autres chaînes laissent la version complète. La version complète sera incluse sur le DVD The Platinum Collection. Elle gagne deux prix pour ce vidéoclip : le MuchMusic Video Awards et le MuchMoreMusic du vidéoclip de l'année.

## Charts mondiaux
| Pays                             | Meilleure Position |
| -------------------------------- | ------------------ |
| Allemagne                        | 33                 |
| Australie                        | 4                  |
| Autriche                         | 11                 |
| Belgique                         | 16                 |
| Canada                           | 17                 |
| France                           | 3                  |
| Irlande                          | 8                  |
| Nouvelle-Zélande                 | 1                  |
| Pays-Bas                         | 10                 |
| Royaume-Uni                      | 3                  |
| Suède                            | 20                 |
| Suisse                           | 43                 |
| États-Unis Billboard Hot 100     | 23                 |
| États-Unis Billboard Pop 100     | 16                 |
| États-Unis Billboard Hot Country | 4                  |